# Katharma sanguinaria
Katharma sanguinaria är en tvåvingeart som beskrevs av H. Oldroyd 1960. Katharma sanguinaria ingår i släktet Katharma och familjen rovflugor.
Artens utbredningsområde är Madagaskar. Inga underarter finns listade i Catalogue of Life.